# سيكو دومبويا
سيكو دومبويا (بالفرنسية: Sekou Doumbouya)‏ مواليد 23 ديسمبر 2000 في كوناكري، هو لاعب كرة سلة فرنسي. بدأ مسيرته الاحترافية في سنة 2014. يلعب مع بواتييه باسكت 86 في الدوري الفرنسي لكرة السلة الدرجة الثانية. يحمل الرقم 16.

## روابط خارجية
- سيكو دومبويا على موقع الاتحاد الدولي لكرة السلة (الإنجليزية)
- سيكو دومبويا على موقع إن بي أي (الإنجليزية)
- سيكو دومبويا على موقع سبورتس رفرنس (الإنجليزية)
- سيكو دومبويا على موقع كرة السلة الأوروبية.كوم (الإنجليزية)
- سيكو دومبويا على موقع DraftExpress.com (الإنجليزية)
- سيكو دومبويا على موقع إي إس بي إن.كوم (الإنجليزية)
- سيكو دومبويا على موقع ريلجم (الإنجليزية)
- سيكو دومبويا على موقع بروبوليرز (الإنجليزية)
- سيكو دومبويا على موقع سبورتس رفرنس (الإنجليزية)
- سيكو دومبويا على موقع سبورتس رفرنس (الإنجليزية)